# 吸熱型氣體
吸熱型氣體（Endothermic gas）是指可以防止接觸表面氧化，甚至還原氧化物的氣體，吸熱型氣體是在受控的環境下不完全燃燒的產物。像氫氣（H2）、氮氣（N2）、一氧化碳（CO）都是吸熱型氣體，其中氫氣及一氧化碳都是還原劑，因此可以保護表面免於氧化。